# Виноградова, Валентина Алексеевна
Валенти́на Алексе́евна Виногра́дова (до 1963 — Каменёк; 17 мая 1943, Москва — 17 июля 2004, Санкт-Петербург) — советская волейболистка, игрок сборной СССР (1964—1968). Олимпийская чемпионка 1968, двукратная чемпионка Европы, 8-кратная чемпионка СССР. Заслуженный мастер спорта СССР (1968).

## Биография
Начала заниматься волейболом в Москве. Выступала за команды:
- 1959—1960 — «Буревестник» (Москва);
- 1961—1971 — ЦСКА;
- 1972—1977 — «Буревестник» (Ленинград).

В составе ЦСКА 6 раз становилась чемпионкой СССР и дважды победителем розыгрышей Кубка европейских чемпионов. В составе «Буревестника» — обладатель Кубка СССР 1973. В составе сборной Москвы трижды становилась победителем Спартакиад народов СССР (одновременно дважды и чемпионкой СССР).
В 1965 году выиграла золотые награды Всемирной Универсиады в составе студенческой сборной СССР.
В национальной сборной СССР в официальных соревнованиях выступала в 1964—1968 годах. В её составе: олимпийская чемпионка 1968, серебряный призёр Олимпиады-1964, двукратная чемпионка Европы (1963 и 1967).
После завершения спортивной карьеры работала преподавателем физвоспитания.
Умерла 17 июля 2002 года. Похоронена на Южном кладбище Санкт-Петербурга.

## Достижения

### Клубные
- 6-кратная чемпионка СССР — 1963, 1965—1969;
  - серебряный призёр чемпионата СССР 1962;
- победитель розыгрыша Кубка СССР 1973;
- двукратный победитель розыгрышей Кубка европейских чемпионов — 1966, 1967;
  - двукратный серебряный призёр Кубка европейских чемпионов — 1968, 1969.

### Со сборными
- Олимпийская чемпионка 1968;
  - серебряный призёр Олимпийских игр 1964;
- двукратная чемпионка Европы — 1963, 1967;
- чемпионка Всемирной Универсиады 1965 в составе студенческой сборной СССР;
- трёхкратная чемпионка Спартакиад народов СССР в составе сборной Москвы — 1963, 1967, 1971 (в 1963 и 1967 одновременно чемпионка СССР).

## Источник
- Волейбол. Энциклопедия/Сост. В. Л. Свиридов, О. С. Чехов. Томск: Компания «Янсон» — 2001.